# Luchtenburg (Ulvenhout)

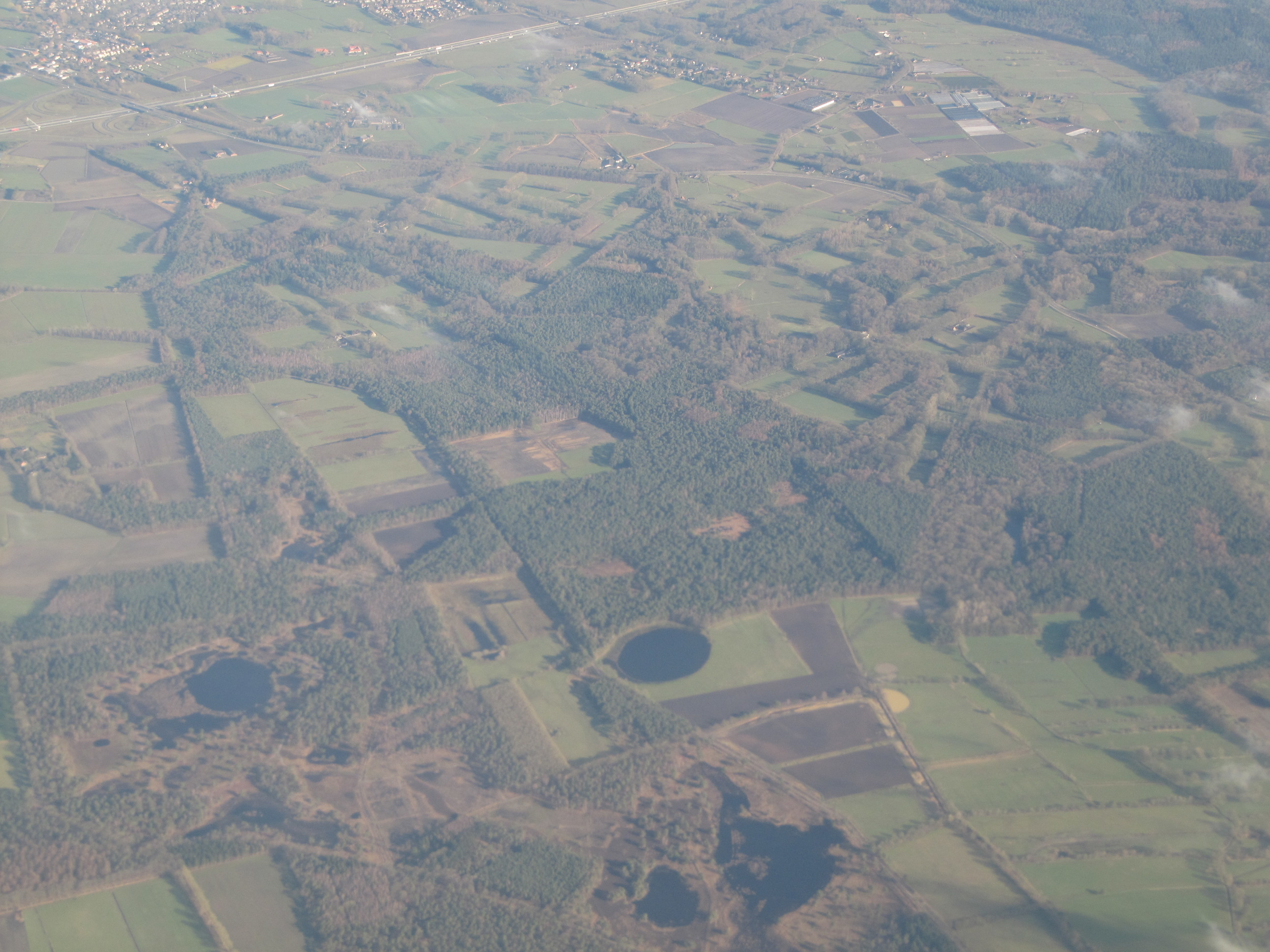
Landgoed vanuit de lucht, met de Strijbeekse Heide op de voorgrond

Luchtenburg is de naam van een landgoed dat zich bevindt ten zuiden van Ulvenhout. Het is een honderdtal ha groot en vormt één geheel met de landgoederen Valkenberg en Hondsdonk. Het landgoed is in particulier bezit.

## Geschiedenis
De geschiedenis van het landgoed gaat terug naar 1518, toen Hendrik III van Nassau, heer van Breda, 15 bunder woeste grond uitgaf aan zijn rentmeester, Hendrik Montens. Een kaart uit 1802, vervaardigd door de Brusselse landmeter J. Dodumont, toonde een situatie die sindsdien vrijwel onveranderd is gebleven.

## Landhuis
Het landhuis is van oorsprong 17e-eeuws en vermoedelijk uit een boerderij ontstaan. In 1850 werd het uitgebreid met een tweede verdieping. Hiernaast zijn een aantal bijgebouwen aanwezig, zoals een boerderij, een Vlaamse schuur en een bakhuis.

## Landgoed
Het landgoed is in formele stijl aangelegd. Het bestaat uit een afwisseling van bossen, houtwallen en landbouwenclaves. Met uitzondering van de directe omgeving van de woningen is het gebied vrij toegankelijk.